# Morisel
Morisel település Franciaországban, Somme megyében. Lakosainak száma 475 fő (2022. január 1.). Morisel Mailly-Raineval, Moreuil és Rouvrel községekkel határos.

## Népesség
A település népességének változása:
| Lakosok száma | 510  | 509  | 512  | 518  | 507  | 497  | 486  | 478  | 475  |
|               | 2013 | 2015 | 2016 | 2017 | 2018 | 2019 | 2020 | 2021 | 2022 |